# فالستين
فالستين أو پالستين أو ڤالستين، كانت مملكة سورية حثية مبكرة تقع فيما يعرف الآن بشمال غرب سوريا ومقاطعة حطاي جنوب شرق تركيا . وقد تأكد وجودها من خلال اكتشاف العديد من النقوش التي تذكر تايتا ملك فالستين.

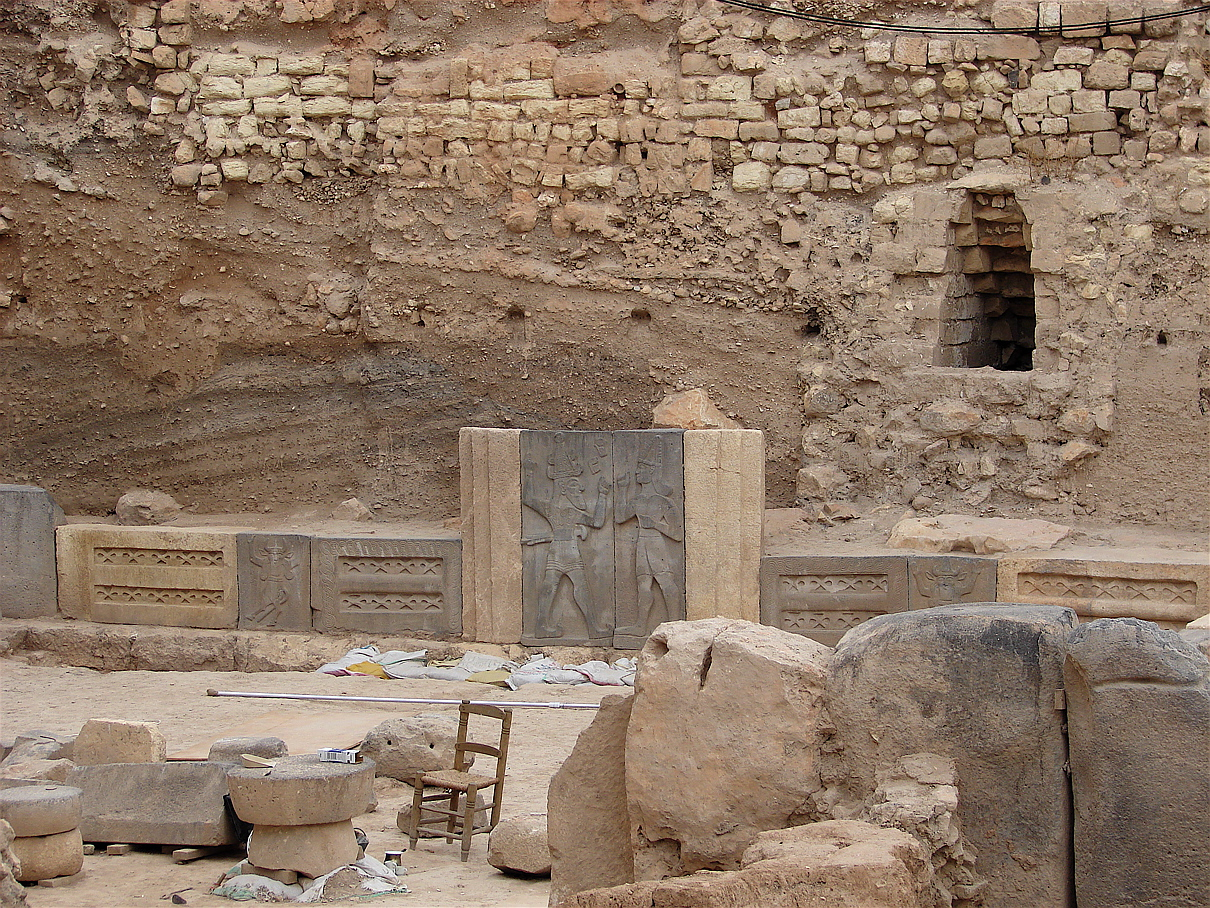
نحت نافر للملك تايتا (الجانب الأيمن من اللوحة المركزية)، معبد هدد، قلعة حلب

## تاريخ
كانت فالستين إحدى الدويلات التي سٌميت السورية الحيثية التي نشأت في سوريا القديمة بعد انهيار العصر البرونزي المتأخر .
يعود تاريخ هذه الدولة إلى القرن الحادي عشر ق.م على الأقل، وهي معروفة في المقام الأول من خلال نقوش ملكها تايتا وزوجته. نشأت المملكة بعد فترة وجيزة من انهيار الإمبراطورية الحثية ، وكانت واحدة من الدول الخلف لها، وشملت منطقة واسعة نسبيًا، تمتد على الأقل من سهل العمق في الغرب، إلى حلب في الشرق، وصولاً إلى محردة وشيزر في الجنوب. يقترح إيتامار سينجر Itamar Singer أنها شكلت الدولة السلف التي أدى تفككها، إلى ولادة ممالك حماة وبيت أغوسي وپاتين (الشكل المختصر لفالستين).

### الأدلة الأثرية
كشفت الحفريات في موقع تل طعينات الذي كان ربما عاصمة فالستين في مقاطعة هاتاي التركية،  عن مستويين من الاستيطان، الأول كان مجتمعًا زراعيًا إيجيًا من العصر البرونزي، والثاني مدينة سورية حيثية من العصر الحديدي بنيت فوق المستوطنة الزراعية الإيجة. وقد ورد ذكر اسم فالستين باسم ڤالستين في نقش اكتشف في عام 1936 في الموقع.
كما ورد ذكر فالستين (ڤاتاساتينا) أيضًا في نقش شيزار ، وهو النصب الجنائزي للملكة كوبابيا ، زوجة تايتا. ومن الممكن أن يكون نصب حجري أخر اكتشفت في محردة هو النصب الجنائزي للملك تايتا. يذكر كلا النقشان اسم تايتا، ويستحضران "ملكة الأرض الإلهية"، ربما الإلهة كوبابا . والأهم من ذلك، أنه في عام 2003 تم اكتشاف تمثال للملك تايتا يحمل نقشًا له باللغة اللوفية أثناء الحفريات التي أجراها الآثاري الألماني كاي كولماير Kay Kohlmeyer في قلعة حلب .

## صلة محتملة معالفلستينيين
في حين أن عالم الحثيات جون ديفيد هوكينز John David Hawkins أعطى في البداية صيغتين من النقوش الحلبية، وهما ڤاداساتيني Wadasatini و پاداساتيني Padasatini ، فإن قراءة لاحقة تشير إلى تفسير ثالث محتمل: پالسيتين Palistin . وأدى التشابه بين فالستين وأسماء الفلستينيين ،  مثل بيليسيت المصرية القديمة والعبرية پلشتيم ، إلى دفع عالمي الآثار بنيامين ساس  وكاي كولمير إلى طرح فرضية وجود صلة بينهما. وقد اقترح البعض، على سبيل المثال، أن المنطقة المحيطة بكونولوا (كالنو؛ تل طعينات) ربما كانت جزءًا من مدينة فلستنية قديمة.
لا تزال الصلة بين الفالستينين-الفلستينين المقترحة مثيرةً للجدل. فوفقًا لعالم الحثيات تريفور برايس ، فإن الارتباط بين الفلسطينيين المذكورين في التناخ ومملكة فالستين لا يزال مجرد فرضية وهناك حاجة لمزيد من الحفريات لإثبات مثل هذه الصلة. وعلى ما يبدو فأن نقوش شيزر ومحردة تحافظ على الاسم الإثني ڤالستين ، ولا يوجد تفسير واضح للتبادل بين الحرف الذي يدل على Wa- في نقوش شيزر ومحردة والحرف الذي يدل على Pa- في نقوش حلب.
إذا كان الأمر - كما اقترحت بعض النظريات المتعلقة بشعوب البحر - أنهم نشأوا في منطقة بحر إيجة ، فلا يوجد دليل من اللقايا الأثرية السورية الحثية في تل طعينات، سواء التصويرية أو اللغوية، يشير إلى وجود رابط مع الحضارات الإيجية المعروفة. وعلى العكس من ذلك، فإن معظم الاكتشافات في تل طعينات تشير إلى حالة لوفية نموذجية. ولنذكر مثالين: أولاً، استخدم سكان الدول السور-حيثية في الغالب فخارًا مصقولًا باللون الأحمر ، وهو مختلف تمامًا عن نوع الفخار الإيجي الذي استخدمه السكان المزارعون الأوائل. وثانياً، أسماء ملوك فالستين وملوك دولة باتين اللاحقين هي أسماء حيثية أيضاً،. كذلك هناك اقتراح، استنادًا إلى الأدلة المادية والمقارنات الكتابية، أن بعض الفلستينيين استقروا بالفعل في كينالوا، حيث عاشوا جنبًا إلى جنب مع السكان الأصليين قبل الاندماج بالسكان اللوفيين في ما أصبح الدول الحيثية الجديدة، وبالتالي هذا كل ما تبقى من شعوب البحر في العصر الحديدي المبكر.

## روابط خارجية
- الجزء العلوي من لوحة محردة
- الجزء السفلي من لوحة محردة